# Oxana Rakhmatulina
Oxana Rakhmatulina (en russe : Оксана Рахматулина), née le 7 décembre 1976  à Almaty, alors Alma-Ata, au Kazakhstan, est une joueuse de basket-ball russe, évoluant au poste de meneuse.

## Palmarès

### Club
- Participation au final four de l’Euroligue 2003

### Sélection nationale
Basket-ball aux Jeux olympiques
- Médaille de bronze aux Jeux olympiques de 2008 à Pékin,  Chine
- Médaille de bronze aux Jeux olympiques de 2004

Championnat du monde
- Médaille d'argent du Championnat du monde 2006 au Brésil

Championnat d'Europe
- Médaille d'or au Championnat d'Europe 2007 en Italie
- Médaille d'argent au Championnat d'Europe 2005 en Turquie
- Médaille d'or au Championnat d'Europe 2003 en Grèce
- Médaille d'argent au Championnat d'Europe 2001 en France